# Dirk Coster
Dirk Coster (Amsterdam, 5 ottobre 1889 – Groninga, 12 febbraio 1950) è stato un fisico e chimico olandese, noto per essere stato, insieme a George Charles de Hevesy, lo scopritore dell'elemento chimico afnio (Hf).

## Biografia
Dirk Coster nacque ad Amsterdam, nei Paesi Bassi, in una grande famiglia della classe operaia; era il terzo figlio di Barend Coster, un fabbro, e di Aafje van der Mik. Tra il 1904 e il 1908 frequentò il college ad Haarlem, ed in seguito, con l'aiuto di un sostegno economico privato, studiò matematica e fisica presso l'Università di Leiden.
Dal 1916 al 1920 Coster fu assistente di Lodewijk Siertsema e Wander de Haas all'Università tecnica di Delft, dove nel 1919 conseguì la laurea in ingegneria elettrica. Tra il 1920 e il 1921 svolse attività di ricerca all'Università di Lund con Manne Siegbahn, sulla spettroscopia a raggi X di diversi elementi; grazie a tali ricerche scrisse la sua tesi di laurea intitolata "Röntgenspectra en de atoomtheorie van Bohr" (spettri di raggi X e teoria dell'atomo di Bohr), e conseguì il dottorato di ricerca nel 1922 a Leida con relatore Paul Ehrenfest.
Nel 1923 Dirk Coster, insieme a George de Hevesy, scoprì l'afnio (con numero atomico 72), mediante l'analisi spettroscopica a raggi X del minerale di zirconio. La scoperta avvenne a Copenaghen, in Danimarca e il suo nome deriva da Hafnia, il nome latino della città.
Durante l'occupazione tedesca dell'Olanda, Coster aiutò molti ebrei a nascondersi dai nazisti ascoltando quotidianamente la BBC per la diffusione delle notizie, usando una radio alimentata da una bicicletta. Nel 1938 si recò a Berlino per convincere Lise Meitner che doveva lasciare la Germania per sfuggire  alle persecuzioni naziste; i due andarono in treno al confine olandese e lì Coster convinse gli ufficiali tedeschi a rilasciare il permesso che permettesse alla Meitner di recarsi nei Paesi Bassi, e passando per Copenaghen, andarono in Svezia.

### Vita privata
Il 26 febbraio 1919 sposò Lina Maria Wijsman, laureata in lingue orientali, che in seguito fu una delle prime donne a ottenere un dottorato in questo campo presso l'Università di Leiden. Dirk e Miep avevano quattro figli: Hendrik, Ada, Els e Herman.

## Carriera accademica
Da agosto 1922, Coster lavorò al Niels Bohr's Institute a Copenaghen, divenendo, nel giro di pochi mesi, coautore di una pubblicazione epocale con Niels Bohr, sulla spettroscopia a raggi X. Inoltre lavorò a Copenaghen con il chimico George de Hevesy sull'identificazione dell'afnio (noto per essere una lacuna nella tavola periodica degli elementi del 1914), fino al 1923, anno in cui avvenne la scoperta.
Dopo che Coster tornò da Copenaghen divenne assistente di Hendrik Lorentz al Museo Teylers di Haarlem, dove sviluppò uno spettrometro a raggi X. Nel 1924 fu nominato professore di fisica e meteorologia presso l'Università di Groningen, dove fu il successore di Wander de Haas.
Nel 1934 divenne membro della Koninklijke Nederlandse Akademie van Wetenschappen; e nel 1973 l'asteroide 10445 Coster venne intitolato in onore dello scienziato.

## Pubblicazioni
- (DE) Dirk Coster, Röntgenspektren und Bohrsche Atomtheorie, 1923, Bibcode:1923NW.....11..567C, DOI:10.1007/BF01554353.
- (DE) Dirk Coster e Niels Bohr, Röntgenspektren und periodisches System der Elemente, 1923, Bibcode:1923ZPhy...12..342B, DOI:10.1007/BF01328104.
- (EN) Dirk Coster e George de Hevesy, On the missing element of atomic number 72, 1923, Bibcode:1923Natur.111...79C, DOI:10.1038/111079a0.
- (EN) Dirk Coster e Ralph Kronig, A new type of Auger effect and its influence on the x-ray spectrum, 1935, Bibcode:1935Phy.....2...13C, DOI:10.1016/S0031-8914(35)90060-X.